# Two and a Half Men (6.ª temporada)
A sexta temporada de Two and a Half Men foi transmitida entre 22 de setembro de 2008 e 18 de maio de 2009 pelo canal CBS.

## Elenco
- Charlie Sheen - Charlie Harper
- Jon Cryer - Alan Harper
- Angus T. Jones - Jake Harper
- Conchata Ferrell - Berta
- Holland Taylor - Evelyn Harper
- Marin Hinkle - Judith Melnick
- Melanie Lynskey - Rose
- Ryan Stiles - Herb Melnick
- Jennifer Bini Taylor - Chelsea

## Prêmios e indicações
| Ano  | Resultado | Categoria                                       | Prêmio                     | Artista       |
| ---- | --------- | ----------------------------------------------- | -------------------------- | ------------- |
| 2009 | Indicado  | Melhor Ator em uma Série de Comédia             | Emmy Awards                | Charlie Sheen |
| 2009 | Ganhou    | Melhor Ator Coadjuvante em uma Série de Comédia | Emmy Awards                | Jon Cryer     |
| 2010 | Indicado  | Melhor Ator em uma Série de Comédia             | Screen Actors Guild Awards | Charlie Sheen |

## Episódios
| # | Título                                  | Diretor       | Roteiro                                                                               | Data de Exibição       | Código de Produção |
| --- | --------------------------------------- | ------------- | ------------------------------------------------------------------------------------- | ---------------------- | ------------------ |
| 1 | "Taterhead Is Our Love Child"           | James Widdoes | Lee Aronsohn, Jim Patterson, Don Foster, Chuck Lorre e Mark Roberts                   | 22 de Setembro de 2008 | 601                |
| Charlie encontra uma ex-namorada sua (Rena Sofer), com seu filho chamado Chuck, que se parece muito com ele. Ele agora precisa arrumar um jeito de controlar a sua situação, mas tudo não sai como planejava. Citação do título: Charlie, brincando com o fato de que, pela lógica, Jake poderia ser seu filho junto com Alan. |                                         |               |                                                                                       |                        |                    |
| 2 | "Pie Hole, Herb"                        | James Widdoes | Eddie Gorodetsky, Susan Beavers, Chuck Lorre e Lee Aronsohn                           | 29 de Setembro de 2008 | 602                |
| Alan empresta 38 dólares a Charlie, mas este nem tem interesse em pagá-lo. O plano de vingança de Alan termina com Charlie expulsando-o de casa, e com isso, Alan e Jake se mudam pra casa de Herb, que está de bom-humor, e de Judith, que está totalmente o oposto. Mas depois de Herb sair com Charlie e Alan começar a ficar de olho de novo em Judith, ela toma providências pra reverter a situação. Enquanto isso, graças a Evelyn, Jake arruma um trabalho nas ruas. Citação do título: Judith, depois que Herb pergunta a Alan se ele tem onde ficar após Charlie o expulsar de casa. |                                         |               |                                                                                       |                        |                    |
| 3 | "Damn You, Eggs Benedict"               | Jean Sagal    | Mark Roberts, Don Foster, Chuck Lorre e Lee Aronsohn                                  | 6 de Outubro de 2008   | 603                |
| Charlie decide ocupar sua vida sexual cozinhando, mas seu foco em fazer diferentes pratos envolvendo ovos não chega em resultados esperados. Alan e Jake tentam competir com Charlie namorando duas mulheres ao mesmo tempo (Alan) e ficando bêbado (Jake), mas descobrem que o jeito que Charlie leva a vida não é pra eles. Citação do título: Charlie, depois que ele percebe que cometeu um erro em sua receita de ovos. |                                         |               |                                                                                       |                        |                    |
| 4 | "The Flavin' and the Mavin'"            | James Widdoes | Eddie Gorodetsky, Jim Patterson, Chuck Lorre e Lee Aronsohn                           | 13 de Outubro de 2008  | 604                |
| Charlie começa a se relacionar com a recepcionista do trabalho de Alan, Melissa (Kelly Stables), mas este já espera um desastre porque ele paga pra ver Charlie se relacionar e depois separar de qualquer um que ele conheça. E acaba tendo razão no final. Primeira aparição de: Melissa Citação do título: Alan, citando Martin Lewis para Charlie, enquanto os dois estão no trânsito a caminho do trabalho de Alan. |                                         |               |                                                                                       |                        |                    |
| 5 | "A Jock Strap in Hell"                  | Jean Sagal    | Don Foster, Eddie Gorodetsky, Susan Beavers, Chuck Lorre e Lee Aronsohn               | 20 de Outubro de 2008  | 605                |
| Alan e Charlie topam com a professora de Jake, Dolores Pasternak (aqui interpretada por Alicia Witt), que se tornou uma stripper depois de ter tido um caso com Charlie. Charlie tenta tirá-la dessa dando um lugar pra morar, um trabalho, mas as coisas ficam fora do controle quando ela decide ser voluntária de uma igreja. NOTA: A Professora Pasternak (interpretada por Missi Pyle) teve a primeira aparição na Segunda temporada da série, no episódio "A Bag Full of Jawea". Citação do título: Jake, perguntando se ele está eternamente condenado a usar cintas, no que Charlie responde "Sim, mas não as suas". |                                         |               |                                                                                       |                        |                    |
| 6 | "It's Always Nazi Week"                 | James Widdoes | Mark Roberts, Jim Patterson, Chuck Lorre e Lee Aronsohn                               | 3 de Novembro de 2008  | 606                |
| Quando Judith briga feio com Herb e o põe pra fora de casa, Alan vem se intrometendo; Jake é mandado pra ficar com Charlie uns três meses até Judith se acalmar. Citação do título: Alan, falando sobre um programa que Charlie assiste no History Channel. |                                         |               |                                                                                       |                        |                    |
| 7 | "Best H.O. Money Can Buy"               | James Widdoes | Don Foster, Mark Roberts e Eddie Gorodetsky                                           | 10 de Novembro de 2008 | 607                |
| Alan tenta escapar dos afagos exagerados de Judith, enquanto Charlie e Herb vão atrás de mulheres. Pra proteger Alan, Charlie vem com história pra cima de Jake dizendo que se ele não colaborar, eles o irão mandar pra uma escola militar. No fim, Jake se torna o empregado da casa, fazendo tudo direitinho acreditando na história de Charlie: Judith fica sabendo que está grávida. Citação do título: Herb, para Charlie e duas prostitutas, falando sobre sua estação de trem em miniatura. |                                         |               |                                                                                       |                        |                    |
| 8 | "Pinocchio's Mouth"                     | Jeff Melman   | Don Foster, Jim Patterson e Chuck Lorre                                               | 17 de Novembro de 2008 | 608                |
| A nova namorada de Charlie, Chelsea, o convida pra passar uma noite em sua casa, o que deixa Charlie um pouco sem jeito pelo fato de estar em plena noite numa casa de outra pessoa que tinha acabado de conhecer, enquanto Alan tenta castigar Jake, com iniciativa de Judith, por ter ficado dando em cima de um bando de garotas ao mesmo tempo. Primeira aparição de: Chelsea Citação do título: Charlie, descrevendo o quanto o assento de madeira do banheiro de Chelsea é desconfortável. |                                         |               |                                                                                       |                        |                    |
| 9 | "The Mooch at the Boo"                  | Jeff Melman   | Susan Beavers, Eddie Gorodetsky, Chuck Lorre e Lee Aronsohn                           | 24 de Novembro de 2008 | 609                |
| Jake desaparece junto com a filha (Tinashe Kachingwe) do vizinho de Charlie, um dos jogadores do NFL (Michael Clarke Duncan), e Charlie é encarregado de lhe dar cobertura. Enquanto isso, Alan consegue um encontro com a ajuda da Mercedes de Charlie, mas acaba perdendo o carro e um pouco de sua dignidade. Citação do título: Alan, para sua acompanhante, descrevendo o endereço de Charlie quando ele o telefona. |                                         |               |                                                                                       |                        |                    |
| 10 | "He Smelled the Ham, He Got Excited"    | Jeff Melman   | Susan Beavers, Don Foster e Mark Roberts                                              | 8 de Dezembro de 2008  | 610                |
| Evelyn se propõe em pagar os estudos de Jake, e Alan se sente indiferente por não ter mais razões em continuar a trabalhar, enquanto Jake descobre que tem um certo talento pra culinária, o que pode ajudá-lo mais pra frente. Jon Polito e Kelly Stables fazem uma participação especial. Citação do título: Alan, quando Charlie o conta que Jake mordeu os próprios dedos enquanto comia um sanduíche. |                                         |               |                                                                                       |                        |                    |
| 11 | "The Devil's Lube"                      | Jeff Melman   | Chuck Lorre, Don Foster, Mark Roberts, Eddie Gorodetsky, Lee Aronsohn e Jim Patterson | 15 de Dezembro de 2008 | 611                |
| Um dos antigos amigos de farras de Charlie (Emilio Estevez) morre, levando Charlie a re-avaliar sua própria vida irresponsável e dizendo a todas as pessoas importantes na vida dele (menos Alan) o quanto se importa com eles, e quase pedindo em casamento a mulher que mais interferiu em sua vida, Rose. Participação especial de James Earl Jones. Citação do título: Andy, contando a Charlie sobre "cuspir no tridente do diabo". |                                         |               |                                                                                       |                        |                    |
| 12 | "Thank God for Scoliosis"               | Jeff Melman   | Chuck Lorre, Eddie Gorodetsky, Mark Roberts e Jim Patterson                           | 12 de Janeiro de 2009  | 612                |
| Charlie e Jake disputam por uma garçonete, enquanto Alan e sua recepcionista Melissa (Kelly Stables), que teve um breve caso com Charlie, tentam resistir a uma pequena atração que sentem um pelo outro. NOTA: Esse episódio foi mencionado no People's Choice Awards 2009. Citação do título: Alan, para Melissa, antes de descobrir que ele não tem pacientes pelos próximos 30 minutos. |                                         |               |                                                                                       |                        |                    |
| 13 | "I Think You Offended Don"              | Jeff Melman   | Chuck Lorre, Don Foster, Mark Roberts, Lee Aronsohn e Jim Patterson                   | 19 de Janeiro de 2009  | 613                |
| Judith está grávida de uma menina e Alan acredita que ele próprio é o pai do bebê; Jake está mal humorado e Charlie acha que sabe o porquê. Citação do título: Charlie, bêbado, achando que Alan chateou o seu motorista de táxi. |                                         |               |                                                                                       |                        |                    |
| 14 | "David Copperfield Slipped Me a Roofie" | Jeff Melman   | Don Foster e Jim Patterson                                                            | 2 de Fevereiro de 2009 | 614                |
| Convencido de que sua família não gosta dele tanto assim, Alan aceita o convite de Melissa pra morar com ela e sua mãe. Infelizmente, Melissa descobre que sua mãe e Alan passaram a noite juntos, arruinando o namoro dos dois. Sendo assim, Melissa expulsa Alan de sua casa, fazendo ele voltar pra casa de Charlie. Citação do título: Berta, sobre o mágico da festa de aniversário de Alan. |                                         |               |                                                                                       |                        |                    |
| 15 | "I'd Like to Start with the Cat"        | Jeff Melman   | Chuck Lorre, Mark Roberts, Don Foster e Susan Beavers                                 | 9 de Fevereiro de 2009 | 615                |
| Charlie vê que Chelsea está o aconselhando demais sobre o seu jeito de se relacionar com as pessoas enquanto Alan diz que essas coisas por qual Charlie está passando, será um alívio depois; Jake está cansado de Charlie comer sua sobremesa e decide marcar seu nome em todas elas. Citação do título: Charlie, depois que Chelsea reclama que ele não a conhece direito. |                                         |               |                                                                                       |                        |                    |
| 16 | "She'll Still Be Dead at Halftime"      | Jeff Melman   | Mark Roberts, Don Foster e Eddie Gorodetsky                                           | 2 de Março de 2009     | 616                |
| Charlie tem que retirar de seu quarto uma mulher semi-nua, chamada Wanda, quando Chelsea chega do funeral de sua ex-sogra; Jake reconhece Wanda mas não percebe que ela é a mulher de um dos pôsters que tem em seu quarto; Alan não deixa Jake sair pra dirigir. Citação do título: Charlie, depois que Chelsea interrompe um jogo de basquete que ele estava assistindo. |                                         |               |                                                                                       |                        |                    |
| 17 | "The 'Ocu' or the 'Pado'?"              | James Widdoes | Susan Beavers e Jim Patterson                                                         | 9 de Março de 2009     | 617                |
| Charlie, acidentalmente, expressa o seu amor por Chelsea, mas nem imagina a resposta que receberia depois. Depois, Charlie vê que o que ele disse foi verdadeiro, e toma drásticas decisões pra Chelsea reconhecer o que ele tinha dito. Nota: Por este episódio Charlie Sheen foi nomeado para o Primetime Emmy Awards de Melhor Ator numa série de comédia, mas perdeu para Alec Baldwin de 30 Rock. Citação do título: Alan, perguntando a Charlie qual parte da palavra "Ocupado" ele não entendeu, após ele entrar no banheiro enquanto Alan estava sentado no vaso. |                                         |               |                                                                                       |                        |                    |
| 18 | "My Son's Enormous Head"                | James Widdoes | Lee Aronsohn, Jim Patterson, Susan Beavers e Eddie Gorodetsky                         | 16 de Março de 2009    | 618                |
| Quando Chelsea fica muito doente, Charlie fica dividido entre ter que cuidar dela e ficar livre de responsabilidades. Citação do título: Alan, descrevendo o nascimento de Jake para Charlie. |                                         |               |                                                                                       |                        |                    |
| 19 | "The Two Finger Rule"                   | James Widdoes | Eddie Gorodetsky, Susan Beavers, Jim Patterson, Lee Aronsohn e Chuck Lorre            | 30 de Março de 2009    | 619                |
| Charlie, Alan, Gordon, Herb, e Jerome (Michael Clarke Duncan) relembram velhas histórias sobre suas experiências sexuais após Chelsea ter achado algumas fotos de Charlie dentro da gaveta da sua mesinha do telefone; Melissa ainda está furiosa com Alan por ele ter dormido com sua mãe, e Charlie põe os pingos nos "is" com Chelsea explicando que ele não quer terminar como a maioria dos homens solteiros. Enquanto isso, Jake sai com a filha de Jerome, Celeste. Citação do título: Herb, se referindo a uma "regra" específica das sobrancelhas de Judith; Charlie nota que Chelsea tem uma "regra de dois dedos" diferente. |                                         |               |                                                                                       |                        |                    |
| 20 | "Hello, I'm Alan Cousteau"              | James Widdoes | Lee Aronsohn, Susan Beavers e Eddie Gorodetsky                                        | 13 de Abril de 2009    | 620                |
| Charlie fica preocupado e torce para que Evelyn e Chelsea não fiquem amigas depois de se conhecerem; Evelyn influencia Alan e Jake pra eles poderem ajudar Charlie a fazer com que Chelsea fique contra ela; Charlie de última hora, troca de papéis e se vinga sendo simpático com a mãe não muito tolerável de Chelsea (Jennifer Bini Taylor). Citação do título: Alan, imitando Jacques Costeau, enquanto ele está testando o seu Rolex à prova d'água em uma jarra cheia de água. |                                         |               |                                                                                       |                        |                    |
| 21 | "Above Exalted Cyclops"                 | James Widdoes | Don Foster e Eddie Gorodetsky                                                         | 27 de Abril de 2009    | 621                |
| Alan deixa Chelsea planejar pra ele um encontro às escuras com uma de suas amigas...Rose. As coisas vão bem, até Rose voltar a ser a grande perseguidora de antes. Citação do título: Rose, falando sobre os rankings da Ku Klux Klan enquanto descrevia a mãe de Chelsea. |                                         |               |                                                                                       |                        |                    |
| 22 | "Sir Lancelot's Litter Box"             | Jon Cryer     | Susan Beavers, Eddie Gorodetsky e Jim Patterson                                       | 4 de Maio de 2009      | 622                |
| Charlie e Alan vêem tudo mudar quando Chelsea passa a morar na casa; Charlie e Chelsea ficam brigando pelos pertences dela ficarem espalhados pela casa. Nota: Por este episódio Jon Cryer ganhou o Primetime Emmy Awards de Melhor Ator Coadjuvante numa série de comédia. Citação do título: Chelsea, depois que Charlie pisa na caixa de areia ao lado de seu chuveiro. |                                         |               |                                                                                       |                        |                    |
| 23 | "Good Morning, Mrs. Butterworth"        | Mark Roberts  | Mark Roberts, Sid Youngers, Don Foster e Eddie Gorodetsky                             | 11 de Maio de 2009     | 623                |
| Charlie acaba odiando o fato de Chelsea ter se dado bem com Alan, por ele ter os seus mesmos hobbies sossegados; Charlie fica irritado com Alan e seu boneco fantoche. Citação do título: Charlie, para Alan, enquanto ele estava fazendo o café da manhã. |                                         |               |                                                                                       |                        |                    |
| 24 | "Baseball Was Better With Steroids"     | Lee Aronsohn  | Lee Aronsohn, Chuck Lorre, Susan Beavers e Mark Roberts                               | 18 de Maio de 2009     | 624                |
| O retorno de Mia (Emmanuelle Vaugier) faz com que divida o coração de Charlie entre ela e Chelsea; Ele, Alan e Herb levam Judith ao hospital, por estar prestes a dar a luz; Alan reencontra Melissa (Kelly Stables), que agora trabalha como assistente no hospital, e os dois acabam reassumindo a relação; Alan luta contra a vontate de escrever um roteiro sobre o que pensa e o que acontece em sua volta; Judith dá a luz a irmã de Jake, mas ainda não se sabe quem é o verdadeiro pai; Herb quebra sua perna, braço e nariz, Charlie e Alan reencontram Mia na cafeteria no final do episodio . O episódio termina com Alan digitando a palavra: CONTINUA... Citação do título: Charlie, enquanto assistia a um jogo de baseball. |                                         |               |                                                                                       |                        |                    |